# Jacarezinho
Pour les articles homonymes, voir Jacarezinho (homonymie).
Jacarezinho est un quartier de la zone nord de la ville de Rio de Janeiro au Brésil qui concentre l'une des plus grandes favelas de la ville.

## Présentation
Le quartier est principalement connu pour sa favela, l'une des plus grandes de la ville de Rio. Cette favela est également l'une des plus violentes en nombre annuel de faits divers, de près ou de loin liés à la consommation et au trafic de drogue.
Selon une étude datant de 2000, l'indice de développement humain du quartier était de 0.731, le classant ainsi 121e sur les 126 régions administratives de la ville. Sa population est estimée en 2010 à plus de 37 000 habitants.
Le 6 mai 2021, des événements sanglants se produisent dans le quartier, à la suite d'une opération anti-drogue de la Police Fédérale du Brésil.

## Personnalités issues du quartier
- Romário (né en 1966) : joueur de football